# Різдвяні хроніки
«Різдвяні хроніки» (англ. The Christmas Chronicles) — американська різдвяна комедія, знята Клеєм Кайтісом. Головну роль виконав Курт Расселл. Прем'єра відбулася 22 листопада 2018 року на Netflix.

## Сюжет
У Ловелл, штат Массачусетс, на Різдво 2018 року овдовіла мати Клер Пірс намагається зберегти свою сім’ю разом після того, як вони посварилися через смерть її чоловіка-пожежника, на ім'я Дуг, який загинув, намагаючись врятувати незнайомців від пожежі. Син Клер, Тедді втратив різдвяний настрій і починає займатися незаконною діяльністю, як-от крадіжкою автомобілів. Однак молодша сестра Тедді, Кейт, намагається зберегти різдвяний дух, зберігаючи віру в Санта Клауса. Кейт ловить Тедді на крадіжці автомобіля на парковці й записує це, погрожуючи показати Клер, але передумує, кажучи Клер, що Тедді замість цього розбив раму для фотографій.
Напередодні Різдва Клер викликають, щоб замінити колегу, залишивши Тедді доглядати за Кейт. Переглядаючи старі сімейні різдвяні відео, Кейт помічає, як з каміна з’являється дивна рука. Кейт вірить, що це Санта, і переконує Тедді допомогти їй, пообіцявши знищити запис, на якому Тедді викрадає машину. Вони встановили імпровізовану розтяжку та приховану камеру. Пізніше Кейт прокидається, і вона бачить Санту у вітальні. Однак він втікає на дах, а двоє дітей слідують. Кейт вирішує сховатися в його санях, щоб роздивитися ближче, і Тедді неохоче йде за нею. Санта Клаус їде з дітьми на буксирі. Коли Кейт вирішує повідомити про свою присутність, Санта та олені злякані, і він втрачає контроль над санями. Після телепортації до Чикаго, штат Іллінойс, сани ламаються, в результаті чого олені розлітаються, а шапка Санти та мішок з подарунками губляться.
Санта представляється дітям і каже їм, що він має якомога швидше повернутися до доставки подарунків, інакше різдвяний дух буде втрачено. Без свого капелюха Санта не може швидко пересуватися або крізь вузькі простори, як зазвичай. Діти змушені допомагати йому після того, як він погрожує внести їх у список неслухняних назавжди. Вони зупиняються в барі, де Санта намагається звернутися за допомогою до відвідувачів. Коли вони не отримують допомоги, вони, за пропозицією Тедді, викрадають машину, після того, як він нагадує Санті, що машину вже вкрав бармен, і вони можуть передати її поліції. Вони знаходять оленя, але стикаються з поліцейським автомобілем, яким керують поліцейські Дейв Поведа та Майкі Джеймсон, які шукають викрадену машину. Кейт сама йде за оленями, а Тедді та Санта виманюють поліцію. Санту заарештовують, а Кейт і Тедді тікають з оленями. Діти знаходять мішок Санти, і Кейт йде всередину, щоб знайти допомогу. Її телепортують на Північний полюс, де вона зустрічає ельфів Санти, які погоджуються їй допомогти.
Тим часом на Тедді нападають Вінсент і його банда головорізів, які забирають його разом із сумкою до своєї схованки, де його рятують Кейт та ельфи, які потім вирушають ремонтувати сани Санти. У відділку поліції Санта намагається пояснити свою ситуацію офіцеру Поведе. Коли Санта, якого попередньо обшукали починає діставати з-під свого кожуха іграшки, які в дитинстві на Різдво бажав офіцер та розповідає, що цього року офіцер Поведе хоче помиритися зі своєю колишньою дружиною Лізою, яка також поділяє це бажання, Поведа здивований, але все ще відмовляється йому вірити. Поведа замкнув Санту в камері, але він починає підозрювати, коли бачить більше арештів, ніж зазвичай, напередодні Різдва. Побачивши, що різдвяний дух впав, Санта збирає всіх ув'язнених, щоб виконати «Санта-Клаус повернувся в місто», яка працює серед усіх офіцерів, крім Поведи. Поведа остаточно переконується, коли йому дзвонить Ліза, яка запрошує його на ранкову каву та погоджується відпустити Санту. Один з ельфів прибуває через вентиляційний отвір, щоб дати Санті запасний капелюх. Санта виходить на вулицю, щоб знайти його сани в ремонті.
Санта Клаус бачить, що до ранку має лише годину, щоб завершити роздачу подарунків, тож діти погоджуються йому допомогти. Коли Кейт кидає йому подарунки, а Тедді керує санями, Санта може доставити всі подарунки, врятувавши Різдво. Після цього він відвозить дітей додому до того, як повернеться їхня мати. Брати і сестри запитують Санту, чи побачать вони його ще колись, і Санта відповість, що не зможе допомогти, але побачить, якщо йому колись знадобиться допомога в майбутньому. Санта дарує Тедді свій капелюх на пам'ять, показуючи, що він йому насправді не потрібен.
Коли Клер повертається, вони заходять усередину й бачать, що вітальня була прикрашена так, як це робив їхній батько. Коли вранці на Різдво діти відкривають подарунки від Санти, Кейт отримує скейтборд, який вона просила, а Тедді отримує чарівну прикрасу. Коли Тедді вішає його на ялинку, він бачить, як у його відображенні чарівним чином з’являється тато, і вони обоє пишаються одне одним.
Повернувшись на Північний полюс, Санта знову зустрічається з місіс Клаус, яка повернулася додому. Вона запитує, який фільм вони збираються дивитись, і Санта з усмішкою дістає відео, яке зняла Кейт, на якому зображена вся пригода.

## У ролях
| Актор                   | Роль         |
| ----------------------- | ------------ |
| Курт Рассел             | Санта-Клаус  |
| Дербі Кемп              | Кейт Пірс    |
| Джуда Льюїс             | Тедді Пірс   |
| Голді Гоун              | Місіс Клаус  |
| Кімберлі Вільямс-Пейслі | Клер Пірс    |
| Олівер Хадсон           | Дуг          |
| Ламорн Морріс           | Майкі Джеймс |

## Продовження
6 грудня 2019 року стало відомо про плани щодо виходу сиквела фільму. Прем'єра відбулася 2020 року.